# Бімблан
Бімбла́н (може вимовлятися бінбла́н або вімбла́н / вінбла́н) (кат. vimblanc) — традиційне каталонське кріплене вино.
Для виробництва цього напою використовується сорт винограду шареллу.
Зараз вирощується головним чином у муніципалітеті Бінебра, кумарка Рібера-д'Ебра (Каталонія).
Вину бімблан присвоєно такі найменування, що підтверджують його оригінальність (кат. Denominació d'Origen Catalunya, відповідає фр. Appellation d'Origine Contrôlée або AOC): DO Montsant та DO Tarragona.
Синонім назви — vi blanc.